# M-256
El M-256 fue un submarino diésel de ataque de corto alcance del Proyecto 615 (designación OTAN: "clase Quebec") de la Armada Soviética. Fue asignado a la Flota del Báltico.

## Diseño
Los submarinos del Proyecto 615 estaban equipados con dos motores diésel normales y un tercer motor diésel de ciclo cerrado que utilizaba oxígeno líquido (LOX) para proporcionar propulsión independiente del aire mientras el submarino estaba sumergido. Este sistema producía una velocidad y un alcance en inmersión notables, pero aumentaba enormemente el riesgo de incendio. Las tripulaciones se referían a los submarinos del Proyecto 615 como "cerillas".

## Hundimiento
El 26 de septiembre de 1957, mientras operaba en condiciones de vendaval en el Golfo de Finlandia del Mar Báltico, uno de los motores diésel del M-256 explotó. El fuego envolvió inmediatamente el compartimiento diésel y pronto se extendió al siguiente compartimiento. El barco emergió y debido a la probabilidad de más explosiones, su tripulación fue evacuada a la cubierta de barlovento. Ninguno de los cuatro barcos que se encontraban estacionados cerca pudo remolcarlo o evacuar a su tripulación debido a las condiciones de vendaval. Aproximadamente cuatro horas después del comienzo del incendio, el barco perdió repentinamente la estabilidad longitudinal, entró en una pronunciada burbuja descendente y se hundió. De los 35 hombres en la cubierta del barco, solo siete fueron rescatados.